# Zemlja sreće
Zemlja sreće šesti je studijski album zagrebačke rock skupine Film, kojeg 1989. godine objavljuje diskografska kuća Jugoton.
Ovo je drugi album kojeg Stublić objavljuje pod imenom 'Jura Stublić & Film'. Skupinu su napustili Robert Krkač i Željko Turčinović, a na njihova mjesta došli su gitarista Deni Kožić i bubnjar Davor Vidiš. Kao glazbeni gosti na materijalu su nastupili Laza Ristovski, Vlatko Stefanovski, Massimo Savić, Branko Bogunović, Davor Rodik i klapa Bonaca. Pored Stublićavih uspješnica "Dobre vibracije" (s citatom sastava The Beach Boys), "Doći ću ti u snovima" i "Ljubav je zakon", tu je i skladba "Uhvati vjetar", koja je nastala na osnovu pripjeva Zorana Miščevića i sastava Siluete, a iz repertoara škotskog skladatelja Donovana.

## Popis pjesama

### A strana
1. "Dobre vibracije"
2. "Para"
3. "Uhvati vjetar"
  - Aranžer - Jura Stublić
  - Tekst - Zoran Miščević
  - Glazba - Donovan Phillips Leitch
4. "Rob ljubavi"
5. "Ponekad poželim"

### B strana
1. "Vlak do zemlje sreće"
2. "Imam samo gitaru"
3. "Nosit ću tvoju sliku"
4. "Doći ću ti u snovima"
5. "Ljubav je zakon"

## Izvođači
- Jura Stublić - prvi vokal, akustična gitara, usna harmonika
- Deni Kožić - električna gitara, akustična gitara, vokal
- Dario Kumerle - bas-gitara, gitara, akustična gitara, vokal
- Davor Vidiš - bubnjevi, udaraljke, vokal
- Bojan Goričan - klavijature, vokal

Glazbeni gosti
- Vlatko Stefanovski - električna gitara, akustična gitara
- Jurica Pađen - prateći vokali
- Hrvoje Marjanović, Mladen Juričić, Zlatan Živković - prateći vokali
- Massimo Savić - prateći vokali, gitara
- Klapa "Bonaca" - oblikovanje, prateći vokali
- Branko Bogunović - gitara
- Davor Rodik - gitara (pedale)
- Lazo Ristovski - klavijature
- Marin Margitić - saksofon

### Produkcija
- Producent - Jurislav Stublić
- Autor - Jurislav Stublić (skladbe: A1, A2, A4 do B5)
- Izvršni producent - Marijan Crnarić
- Snimatelj, miks - Dragan Ing. Čačinović
- Sampler (Emulator Ii, Iii) - Stanko Juzbašić
- Dizajn, ilustracija - Igor Kordej
- Fotografija - Mario Krištofić

## Vanjske poveznice
- Discogs - Recenzija albuma